# Joseph Losey
Joseph Walton Losey III (La Crosse, Wisconsin, 14 de enero de 1909 - Londres, 22 de junio de 1984), conocido como Joseph Losey, fue un director de cine estadounidense.

## Primeros años
Procedente de una importante familia, estudió en un principio medicina y la abandonó para estudiar letras. Su inclinación artística comenzó durante la década de los 30, cuando frecuentó la Graduate School of Art and Sciences y desarrolló numerosas actividades tanto en el campo periodístico y radiofónico como en el teatral. 
En este último medio alcanzó mucho prestigio, pues fue el responsable de algunos espectáculos en colaboración con Bertolt Brecht, entre los que destaca la puesta en escena de la segunda versión de La vida de Galileo (versión de 1947, en alemán Leben des Galilei, uno de los mayores exponentes del teatro épico, obra adaptada al cine en 1975 por el propio Losey) y se trasladó a Rusia para estudiar técnicas teatrales.
Losey se convirtió en una figura importante del teatro político neoyorquino, dirigiendo por primera vez el controvertido fracaso Little Old Boy en 1933. Se negó a dirigir una versión escenificada de Dodsworth, de Sinclair Lewis, lo que llevó a éste a ofrecerle su primera obra escrita para el escenario, Jayhawker. Losey dirigió la obra, que tuvo un breve recorrido. Bosley Crowther, en The New York Times, señaló que "la obra, al ser cada vez más extensa, presenta problemas de puesta en escena que la dirección de Joe Losey no siempre resuelve. Es difícil saber quién es el responsable de las partes oscuras de la historia".
En 1935 visitó la Unión Soviética durante varios meses para estudiar la escena rusa. En Moscú participó en un seminario sobre cine impartido por Sergei Eisenstein. También conoció a Bertolt Brecht y al compositor Hanns Eisler, que estaban de visita en Moscú en ese momento.
Losey sirvió en el ejército estadounidense durante la Segunda Guerra Mundial y se le dio de baja en 1945. De 1946 a 1947, Losey trabajó con Bertolt Brecht —que vivía exiliado en Los Ángeles— y Charles Laughton en los preparativos para la puesta en escena de la obra de Brecht: Galileo ("Life of Galileo"), que él y Brecht acabaron codirigiendo con Laughton en el papel principal y con música de Eisler. La obra se estrenó el 30 de julio de 1947 en el Coronet Theatre de Beverly Hills. El 30 de octubre de 1947, Losey acompañó a Brecht a Washington D. C. para su comparecencia ante el Comité de Actividades Antiestadounidenses de la Cámara de Representantes (HUAC). Brecht abandonó los Estados Unidos al día siguiente. Más de 25 años después, Losey, exiliado en Inglaterra, dirigiría una versión cinematográfica de la obra de Brecht, Galileo (1975).
El primer largometraje de Losey fue una alegoría política titulada "El chico del pelo verde" (1947), protagonizada por un joven Dean Stockwell en el papel de Peter, un huérfano de guerra que es objeto de burlas después de despertarse una mañana y descubrir que su pelo se ha vuelto misteriosamente verde.
Seymour Nebenzal, productor del clásico M (1931) de Fritz Lang, contrató a Losey para que dirigiera una nueva versión ambientada en Los Ángeles y no en Berlín. En la nueva versión, estrenada en 1951, el nombre del asesino pasó de Hans Beckert a Martin W. Harrow.

## Obras cinematográficas
A finales de los años 30 comienza a tener sus primeros contactos con el cine, y realizó algunas obras para la administración estadounidense y largometrajes de carácter educativo. Dirigió el primero de estos para la RKO en 1948: The Boy with Green Hair.[cita requerida]

## Censura macartista
En 1952 fue acusado de mantener actividades antinorteamericanas. Emigró entonces a Inglaterra, donde, tras trabajar con varios pseudónimos, entre ellos el de Joseph Walton, Victor Hanbury o Andrea Forzano, decidió instalarse definitivamente y proseguir su labor cinematográfica. Empezó a obtener reconocimiento crítico a partir de su exitosa colaboración con el dramaturgo Harold Pinter en tres películas: su obra maestra El sirviente (1963); Accident (1967) y El mensajero (1970), y por esta última obtuvo la Palma de Oro en Cannes.

## Filmografía
- 1939: Pete Roleum and His Cousins
- 1941: Youth Gets a Break
- 1941: A Child Went Forth
- 1945: A Gun in His Hand
- 1948: The Boy with Green Hair (El muchacho de los cabellos verdes en España y El niño del cabello verde en Argentina)
- 1950: The Lawless
- 1951: El merodeador (The Prowler)
- 1951: M
- 1951: The Big Night
- 1952: Imbarco a mezzanotte (como Andrea Forzano)
- 1954: The Sleeping Tiger (como Victor Hanbury)
- 1955: A Man on the Beach
- 1956: The Intimate Stranger (como Joseph Walton)
- 1957: Time Without Pity
- 1958: The Gypsy and the Gentleman
- 1959: First on the Road
- 1959: Blind Date
- 1960: The Criminal
- 1962: Eva
- 1963: Estos son los condenados
- 1963: El sirviente
- 1964: King & Country
- 1966: Modesty Blaise
- 1967: Accident (titulada Accidente en España y Extraño accidente en México)
- 1968: Boom
- 1968: Secret Ceremony (Ceremonia secreta)
- 1970: Figures in a Landscape
- 1971: El mensajero (The Go-Between)
- 1972: The Assassination of Trotsky
- 1973: A Doll's House
- 1975: Galileo
- 1975: The Romantic Englishwoman
- 1976: El otro señor Klein
- 1978: Las rutas del sur
- 1979: Don Giovanni, basada en la célebre ópera de Mozart
- 1982: La truite
- 1985: Steaming (conocida en castellano como Los baños turcos)

## Artes dramáticas y líricas
- 1947: Losey se encargó de la puesta en escena de la segunda versión (en Los Ángeles, Estados Unidos) de la obra de teatro La vida de Galileo, en colaboración con el autor de la obra, Bertolt Brecht.
- 1980: Losey se encargó de la puesta en escena de la ópera Boris Godunov (1874, Modest Músorgski), en el teatro de la Ópera Garnier, en París.

## Premios y distinciones
Festival Internacional de Cine de Cannes
| Año  | Categoría              | Película     | Resultado |
| ---- | ---------------------- | ------------ | --------- |
| 1967 | Gran Premio del Jurado | Accident     | Ganador   |
| 1971 | Palma de Oro           | El mensajero | Ganador   |